# Joseph McCormick

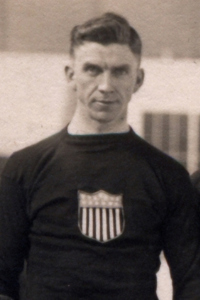
McCormick under de Olympiska spelen 1920.

Joseph Wallace "Joe" McCormick, född 12 augusti 1894 i Buckingham, Québec, död 14 juni 1958 i Sudbury, Ontario, var en amerikansk ishockeyspelare. Han blev olympisk silvermedaljör i Antwerpen 1920.

## Meriter
- OS-silver 1920